# Ruvuma (vùng)
Ruvuma là một vùng của Tanzania, giáp biên giới với vùng Bắc Malawi của Malawi và tỉnh Niassa của Mozambique. Thủ phủ của vùng Ruvuma đóng tại Songea. Vùng Ruvuma có diện tích 63498 ki lô mét vuông. Đến thời điểm điều tra dân số ngày 25 tháng 8 năm 2002, vùng Ruvuma có dân số 1117166 người.